# Dendrodorididae
Dendrodorididae zijn een familie van weekdieren uit de klasse van de Gastropoda (slakken).

## Geslachten
- Dendrodoris Ehrenberg, 1831
- Doriopsilla Bergh, 1880